# Museum Brandhorst

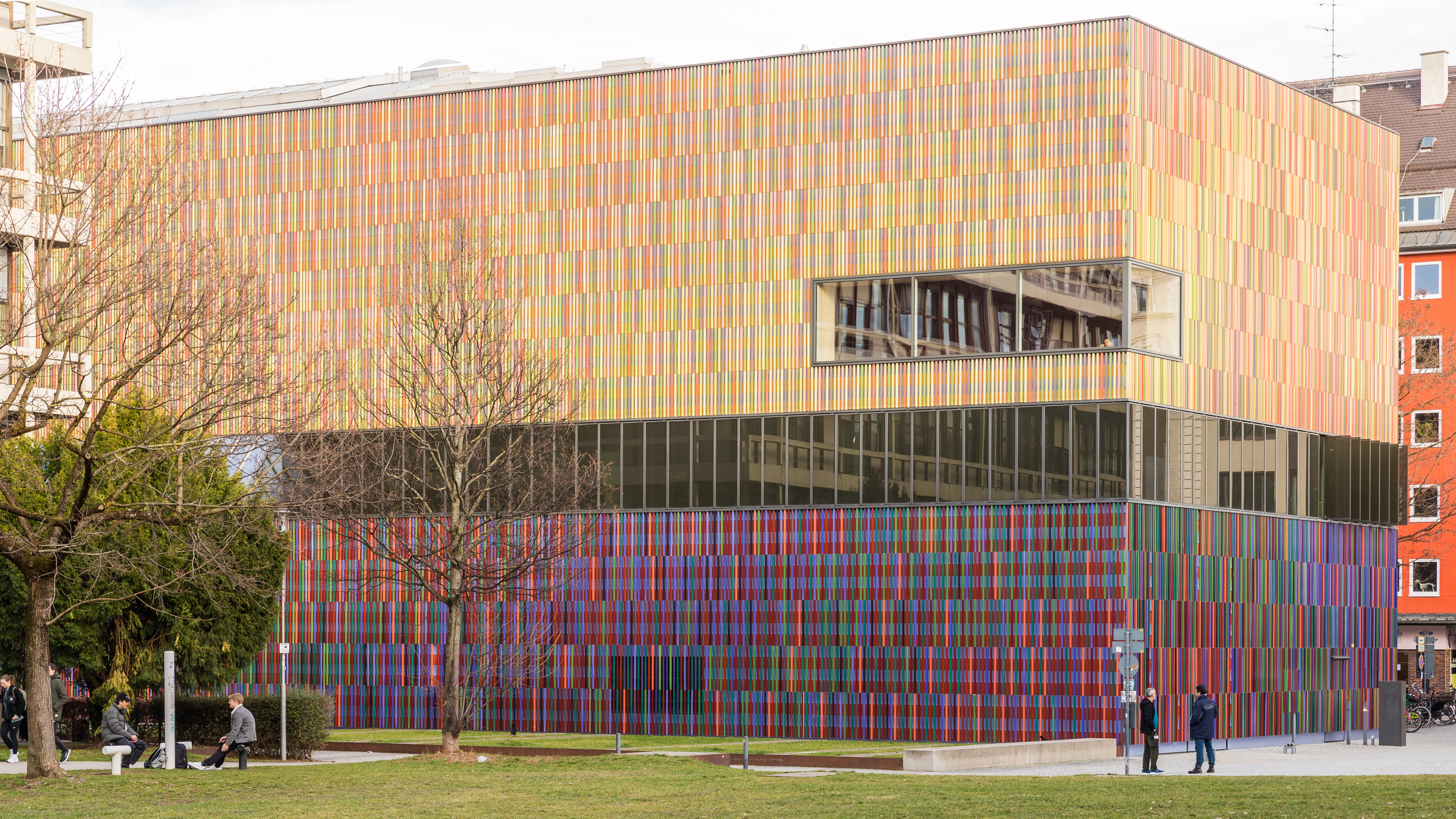
Südwestseite des Brandhorst-Museums (Foto: 2024)

Das Museum Brandhorst im Kunstareal in der Maxvorstadt in München beherbergt die Sammlung von Udo und Anette Brandhorst für moderne und zeitgenössische Kunst. Das Gebäude befindet sich nördlich im Anschluss an das Türkentor und die Pinakothek der Moderne. Es wurde am 18. Mai 2009 mit einem Staatsakt eingeweiht und am 21. Mai 2009 eröffnet. Betrieben wird das Museum von den Bayerischen Staatsgemäldesammlungen. Direktor der Sammlung ist seit 1. November 2013 Achim Hochdörfer. Er ist der Nachfolger von Armin Zweite.

## Gebäude

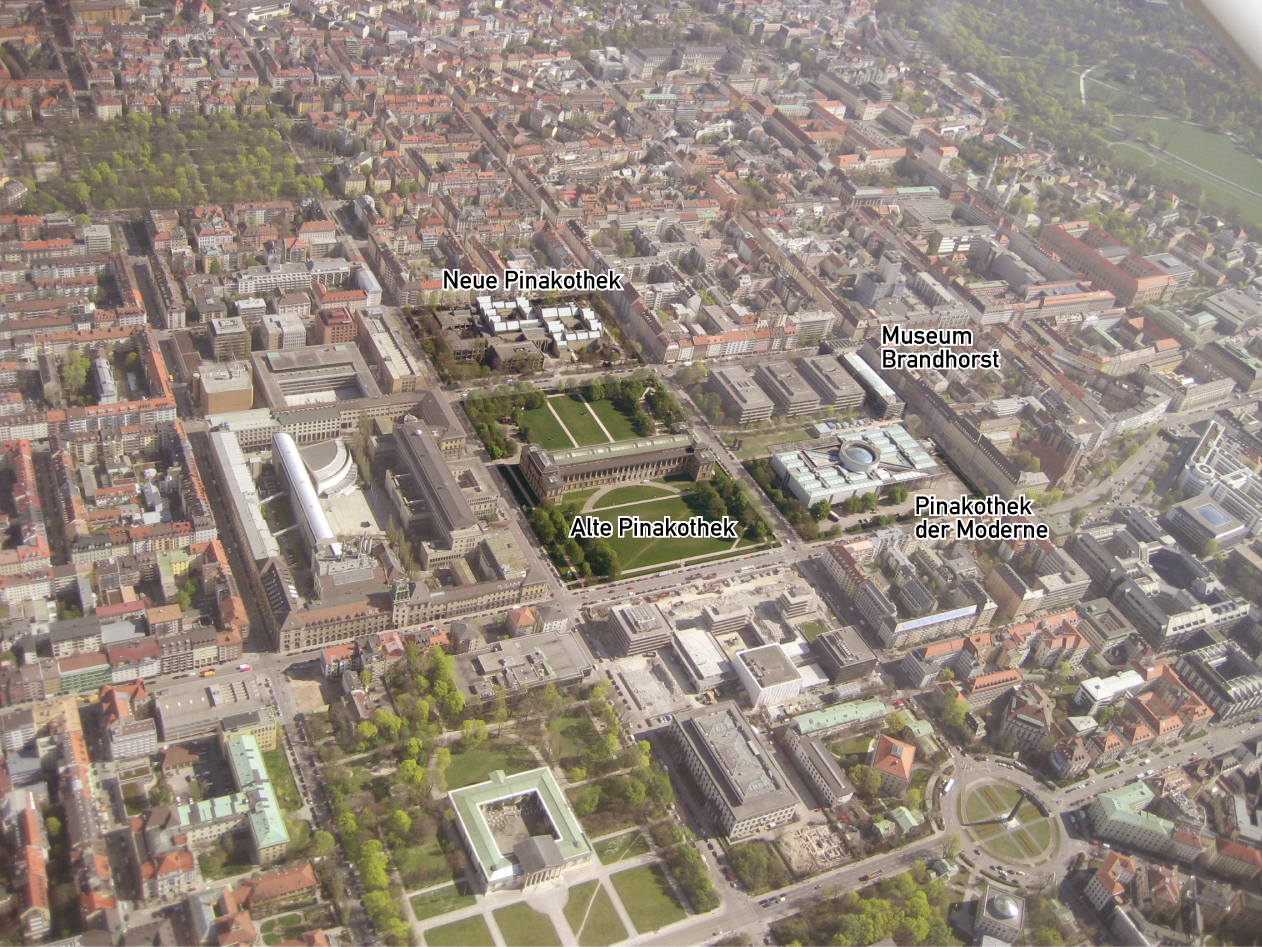
Lage des Museums im Kunstareal (Foto: 2007)

Das Museum Brandhorst befindet sich im Kunstareal auf dem Gelände der ehemaligen Türkenkaserne. Nach Plänen des Architektenbüros Sauerbruch Hutton ist ein Gebäude mit rund 3200 m² Ausstellungs- und insgesamt 5300 m² Nutzfläche entstanden. Der Ausstellungsbereich erstreckt sich über drei sehr hohe Etagen; Zwischengeschosse bergen verschiedene Nutzungsräume. Auffällig ist die bunte, in insgesamt 23 verschiedenen Farben gestaltete Fassade, die aus drei unterschiedlichen Farbfamilien besteht. Insgesamt 36.000 vierkantige, vertikal angebrachte Keramikstäbe sind mit etwas Abstand zueinander vor den Betonwänden angebracht. Je nach Betrachtungswinkel und Entfernung ergeben sich für den Betrachter unterschiedliche optische Eindrücke.
Mit der Außenfassade sollte nicht nur eine ansprechende Optik erreicht, sondern auch ein wesentlicher Beitrag zur Energieeffizienz geleistet werden. Die Keramikstäbe verdecken ein perforiertes, gefaltetes Blech, das die Aufgabe hat, den Schall des Verkehrslärms zu schlucken. Das Gebäude selbst besteht aus einem zweigeschossigen rechteckigen Langbau und einem deutlich höheren und nach Norden verbreiterten Kopfbau aus Beton. Die beiden Teile werden durch ein durchlaufendes Fensterband verbunden. Hinter der Verglasung der Eingangsseite befindet sich ein geräumiges Foyer mit Museumskasse, Buchladen und Restaurant. Mit seinem Eingang an der Ecke von Türken- und Theresienstraße verbindet das Museum das Kunstareal mit der geschäftigen Maxvorstadt und dem lebendigen Universitätsviertel. Das Gebäude wurde mit Mitteln des Freistaats Bayern finanziert (Baukosten etwa 47 Millionen Euro). Der gesamte Gebäudekomplex ist nach modernsten Erkenntnissen der Energieeffizienz geplant worden. So sollen durch Wärmepumpen, die Energienutzung des im Kunstareal bis zu 23 Grad Celsius angewärmten Grundwassers mittels Wärmetauschern und die Bauteilaktivierung (Raumtemperaturregulierung über Böden und Wände) im Vergleich zu herkömmlichen Bauten erhebliche Energiemengen (und CO2) eingespart werden.
Der Bayerische Oberste Rechnungshof kritisierte 2015, dass auch fünf Jahre nach der Eröffnung zahlreiche Baumängel noch nicht behoben seien. Insbesondere funktioniere die teure Technik zur Steuerung des Tageslichts noch immer nicht zufriedenstellend, der Energieverbrauch sei höher als geplant, die Ziele der Energieeinsparung würden nicht erreicht.

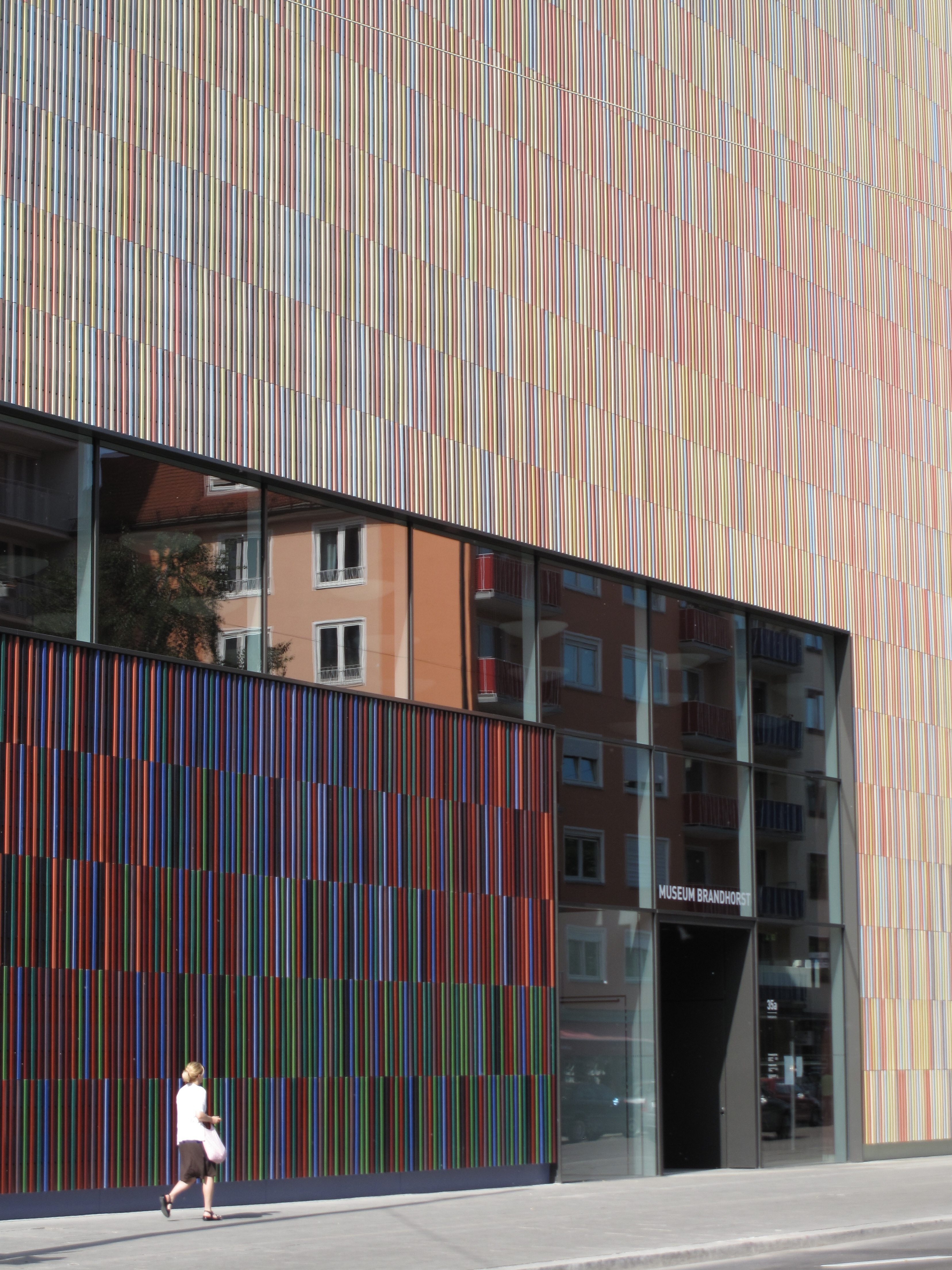
Museumseingang (Nordseite)
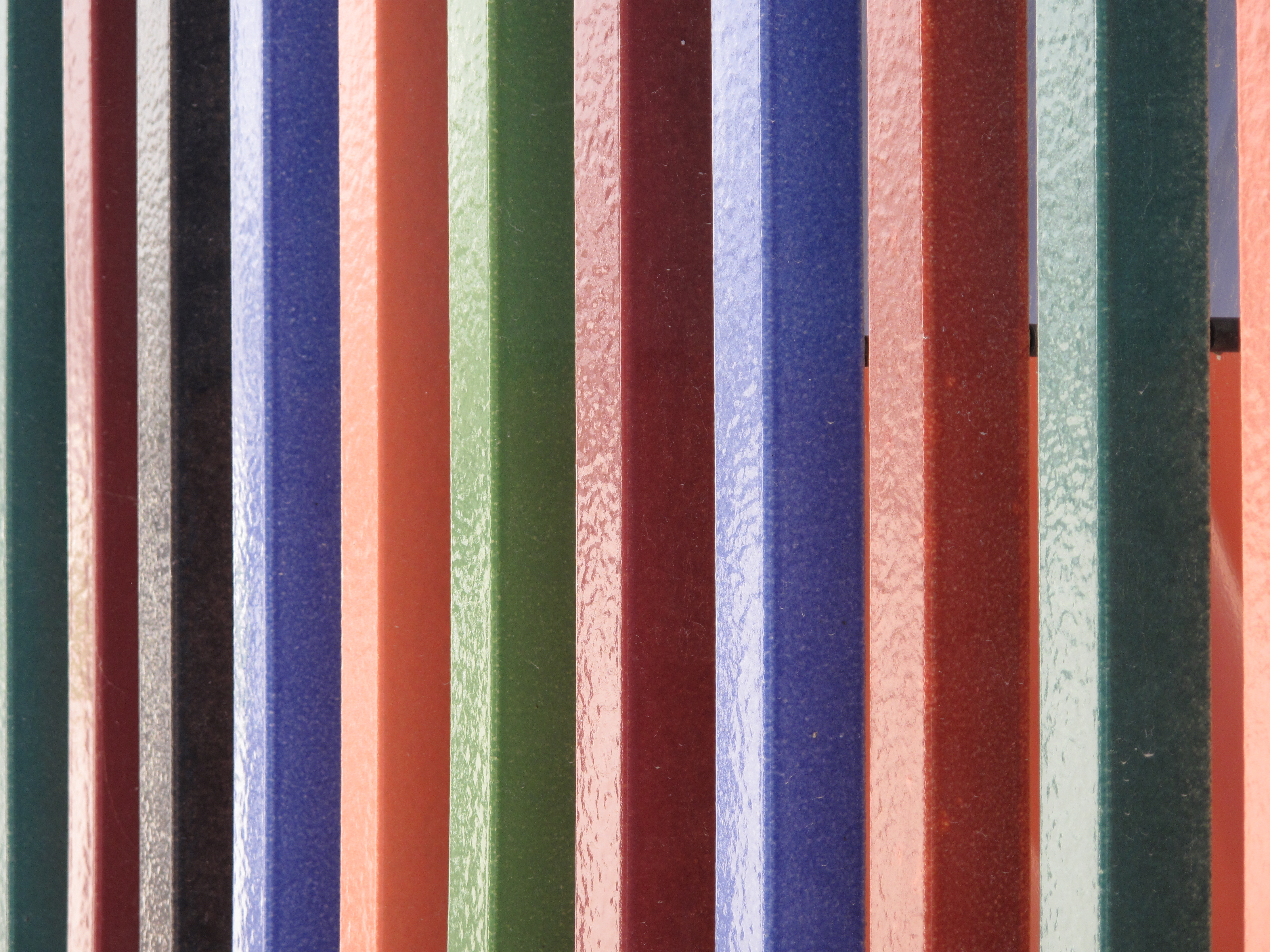
Fassadendetail
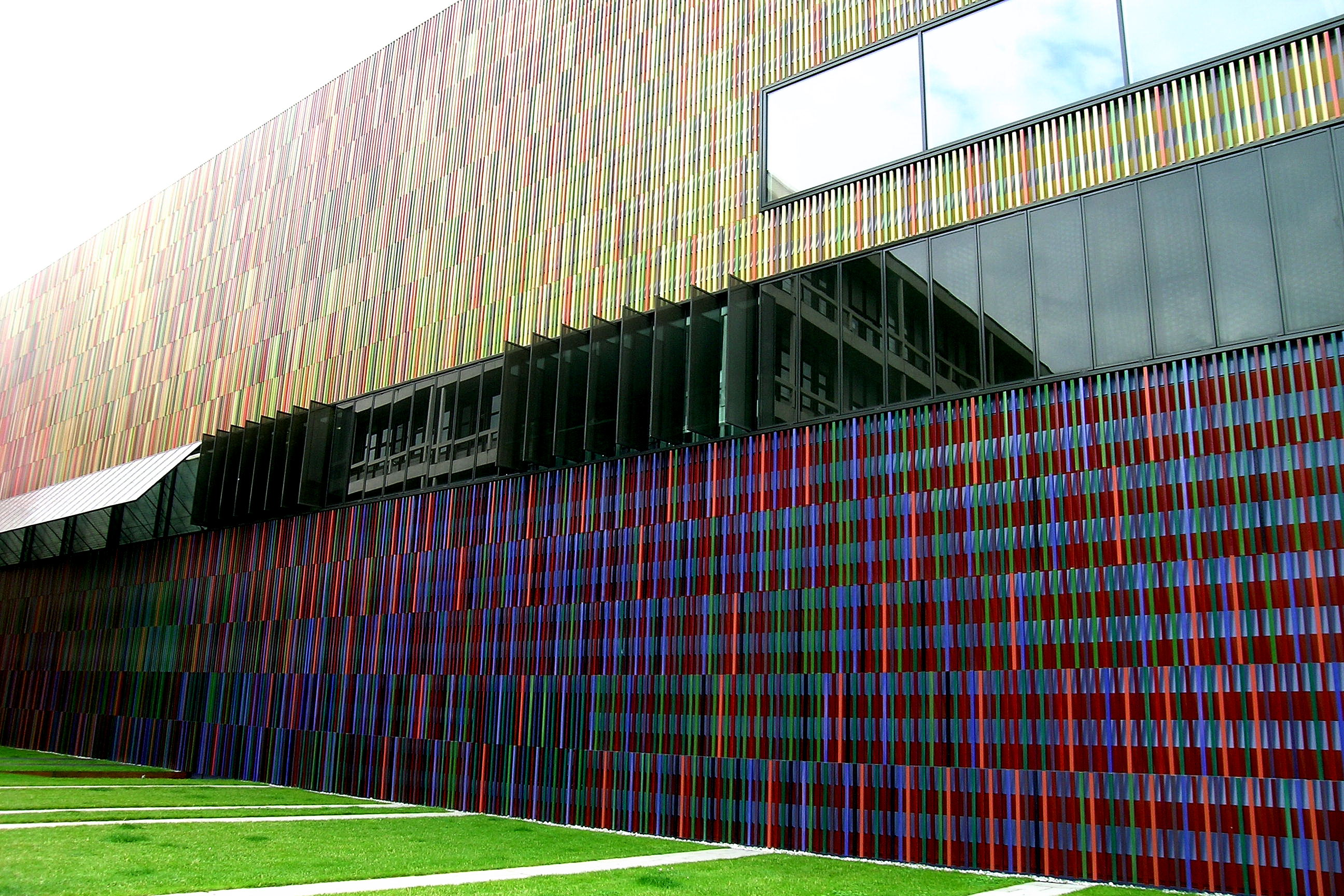
Fenster und Fassade
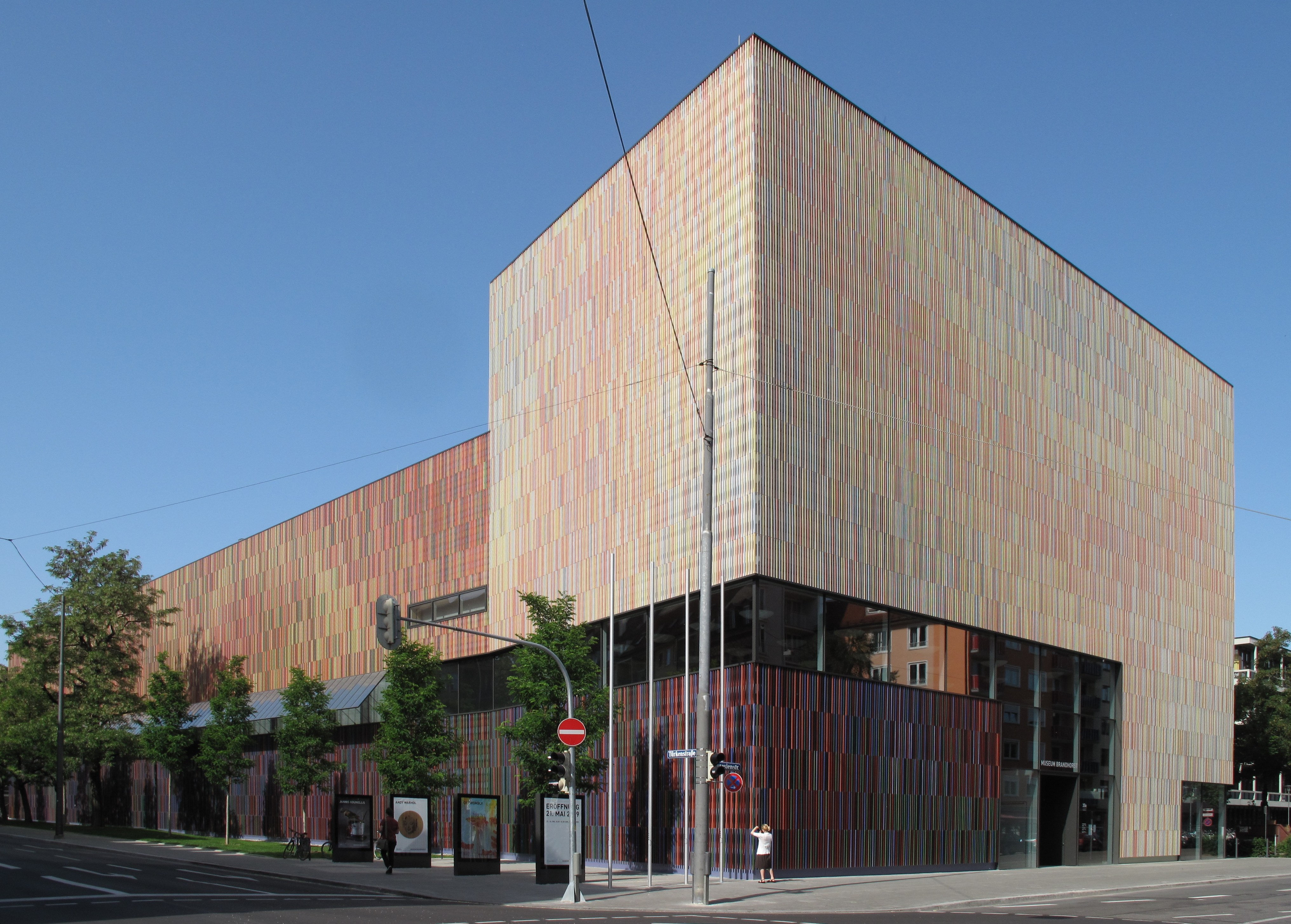
Museum Brandhorst Ecke Türken-/ Theresienstraße
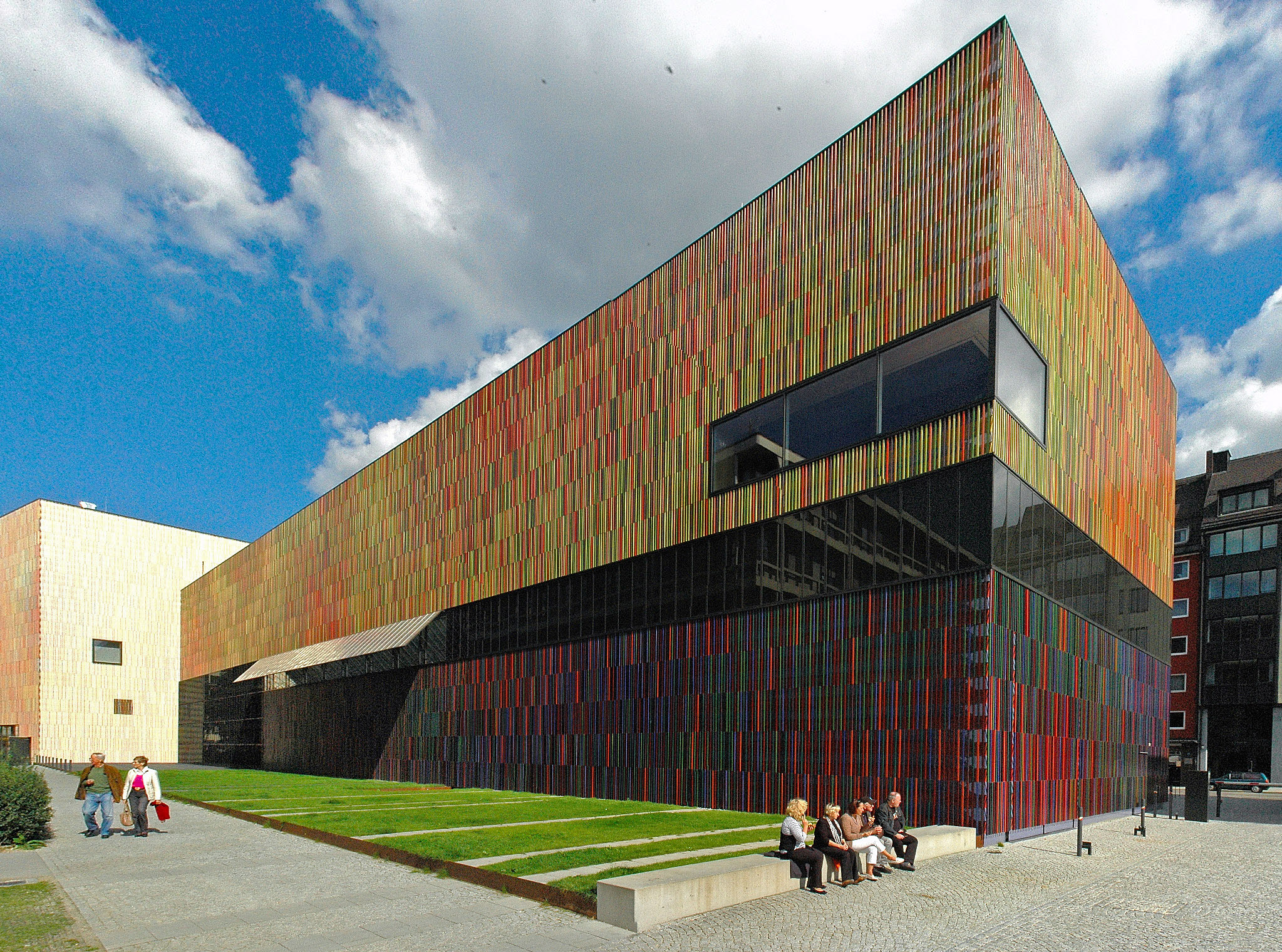
Südwestseite des Brandhorst-Museums

## Räume

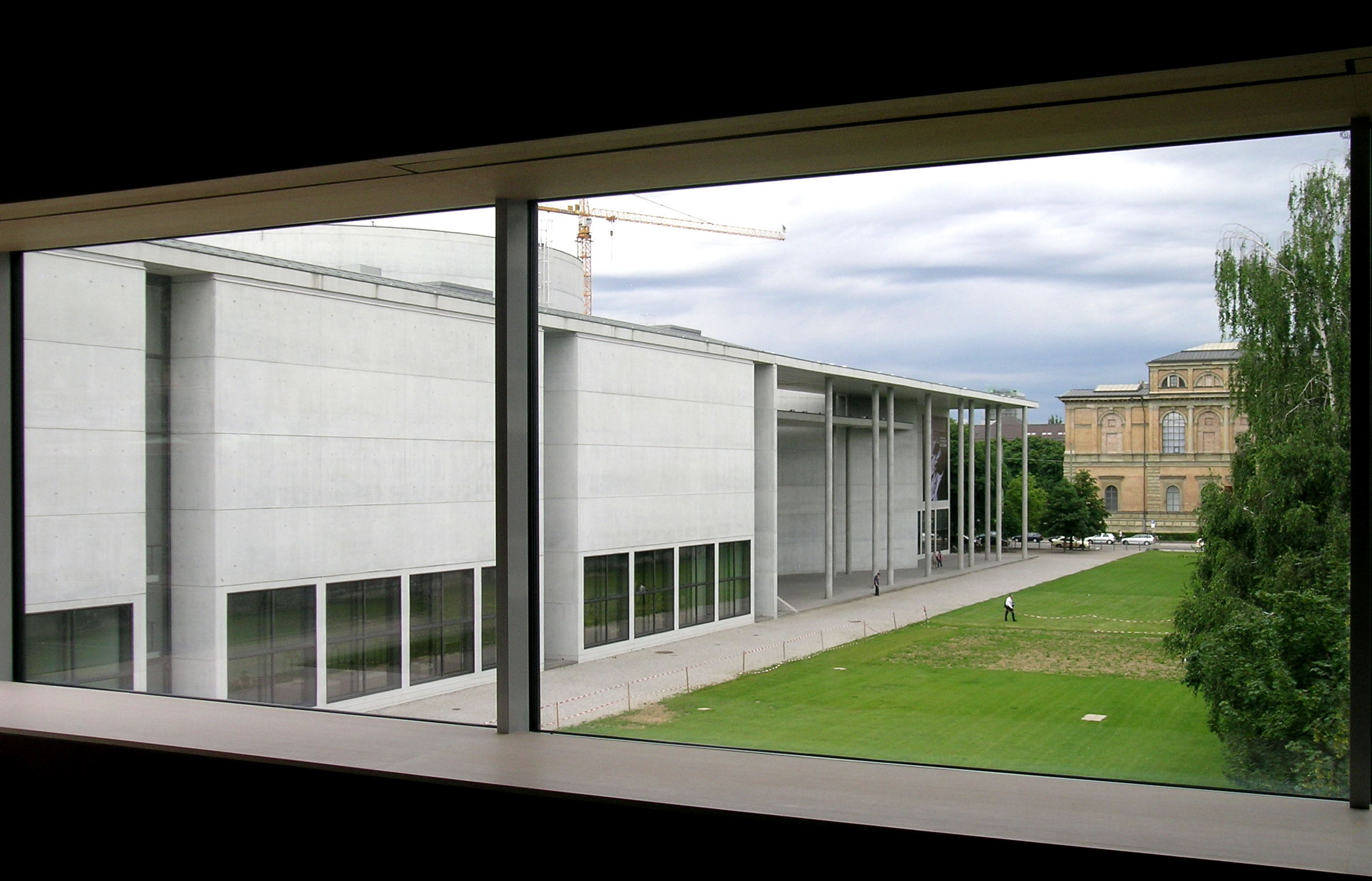
Ausblick aus der Lounge (2009)

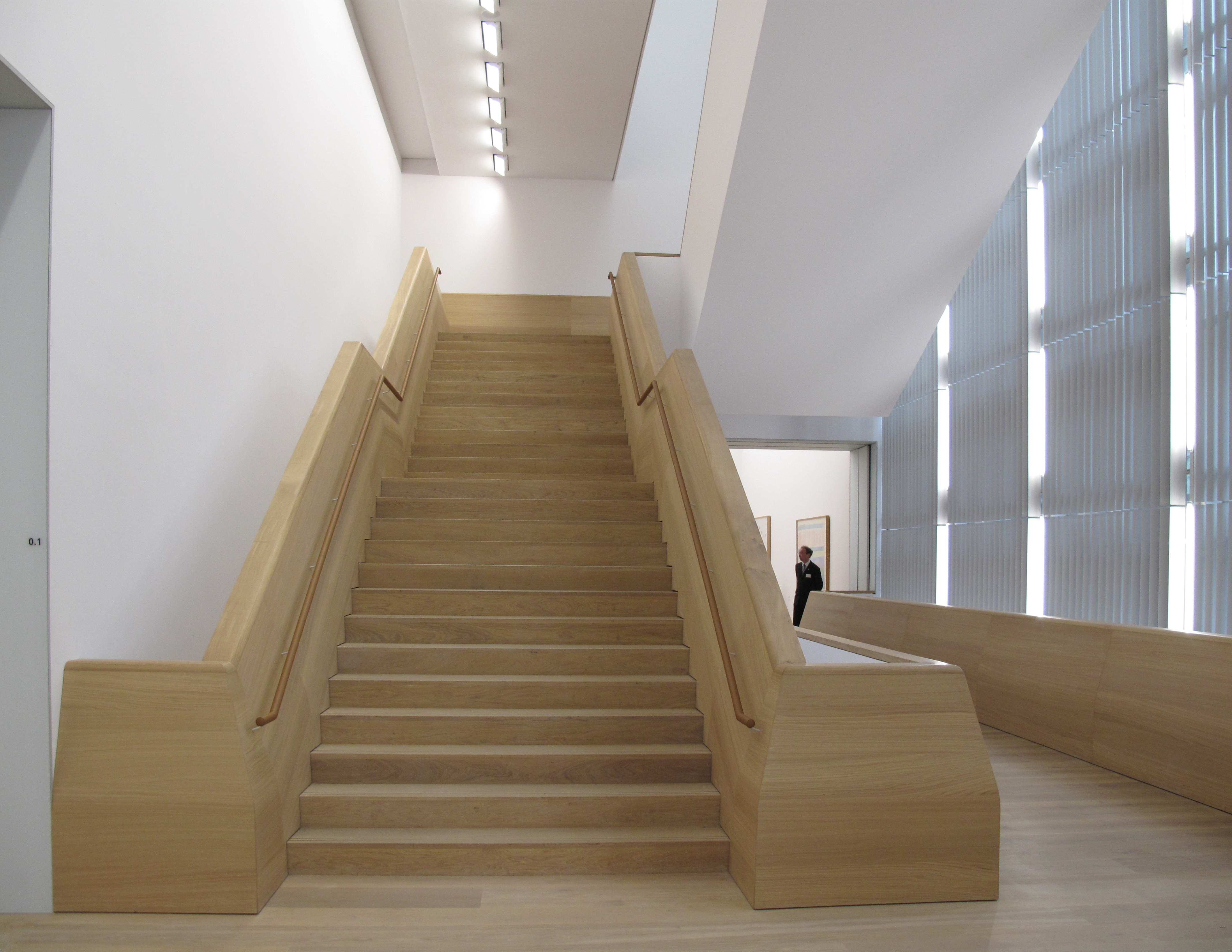
Treppenhaus (2009)

Die Räume des Museums sind auf drei Ebenen verteilt. Im Obergeschoss befinden sich die größten Säle, mit bis zu 450 m² Größe und bis zu 9 m Höhe. Alle Wände sind weiß, Boden und Treppenhaus aus massivem, hellem Eichenholz (dänische Eiche). Alle Räume sind unterschiedlich in Größe und Grundriss und können als Innenarchitektur-Kunstwerk aufgefasst werden. Textildecken lenken das Licht gleichmäßig in die Räume. Dem Tageslicht wird generell der Vorzug vor Kunstlicht gegeben. Mit transluzenten Textilien bespannte Elemente bilden Lichtdecken, die das diffuse Tageslicht ebenso wie das über den Lichtdecken versteckte Kunstlicht verteilen.
Der polygonale Raum in der oberen Etage wurde speziell für Cy Twomblys berühmten Lepanto-Zyklus entworfen, um diese 12 großformatigen Bilder in einer panoramaartigen Hängung präsentieren zu können.
Die kleineren Räume befinden sich im Erdgeschoss. Sie sind durch versetzte Durchgänge verbunden, so dass sich überraschende Durchblicke auf immer neue Kunstwerke ergeben. Die klassischen Enfiladen werden so vermieden. Das Tageslicht wird hier mittels Reflektoren an der Außenseite des Gebäudes durch ein Seiten-Oberlicht in die Räume gebracht.
Einen besonderen Blick auf die Pinakotheken hat man aus der Lounge des Museums im Obergeschoss an der Nordseite.

## Die Sammlung
Insgesamt umfasst die Sammlung Brandhorst über 700 Kunstwerke. Schwerpunkt der Sammlung sind Werke von Künstlern, die die Kunst seit 1945 entscheidend beeinflusst haben. Im Museum Brandhorst werden vor allem Arbeiten folgender Künstler gezeigt (Auswahl):
- Cy Twombly: Bacchus; Summer Madness; Lepanto I; Ohne Titel (Roses)
- Andy Warhol: Self-Portrait; Eggs; Knives; Marilyn; Natalie Wood
- Joseph Beuys: Wo ist mein Schmuck? Wo sind meine Scheiben, meine Zaumzeuge?
- Damien Hirst: Waste; In this terrible moment we are victims clinging helplessly to an environment that refuses to acknowledge the soul; Looking Forward to a Complete Suppression of Pain
- Sigmar Polke: Die drei Lügen der Malerei; Liberté, Egalité, Fraternité
- John Chamberlain: Lord Suckfist
- Bruce Nauman: 2 Heads on Base #1; Mean Clown Welcome
- Eric Fischl: Living Room, Scene 3 (Spinning); Japanese Bath

Den Werken Twomblys ist eine ganze Etage des Hauses gewidmet, darunter die Arbeit Lepanto, 12 Gemälde, die 2001 für die Biennale Venedig entstanden und im Museum Brandhorst symmetrisch angeordnet in einem weiten Halbrund hängen. Insgesamt beinhaltet die Sammlung über 200 Werke von Twombly, darunter Gemälde, Skulpturen, Grafik und Fotografien. Dies ist die größte Sammlung Twomblys in Europa. 2011 zeigte das Museum Brandhorst in der Ausstellung Cy Twombly. Fotografien 1951–2010 120 Fotografien aus 60 Schaffensjahren des Künstlers. Nach Zahlen steht Andy Warhol an zweiter Stelle in der Sammlung, die Brandhorsts haben über 100 seiner Werke erworben.
Aus der Sammlung Brandhorst zeigte die Stiftung im Jahre 2011 im eigenen Museum und später im Kupferstichkabinett, Staatliche Kunstsammlungen Dresden die Ausstellung Picasso, Künstlerbücher.

## Geschichte

### Sammlungsanfänge
Die Sammlung wurde seit den 1970er Jahren von der 1999 verstorbenen Henkel-Erbin Anette Brandhorst und ihrem Mann Udo Brandhorst zusammengestellt. Zunächst sammelten sie Klassische Moderne nach persönlichem Geschmack, bevor sie Teil der Kölner Kunstszene wurden und gezielt Werke der prominenten westdeutschen Künstler wie Gerhard Richter, Sigmar Polke, Georg Baselitz oder Joseph Beuys erwarben. Entsprechend dem Zeitgeschmack ergänzten sie ihre Sammlung um Arte Povera und Minimal Art. Die Sammlungsanfänge aus dieser Zeit weisen keine Systematik auf. 1993 überführten die Sammler ihren Bestand in die Udo und Anette Brandhorst Stiftung, mit der Absicht, sie öffentlich zugänglich zu machen. Damals begannen sie, durch gezielten Erwerb Schwerpunkte zu bilden. Zentrum wurde amerikanische Zeitgenössische Kunst der 1960er bis 1990er Jahre, Schwerpunkte liegen bei Cy Twombly und Andy Warhol.

### Museumsgründung
Um das Jahr 2000, nach dem Tod von Anette Brandhorst, begann Udo Brandhorst nach Partnern für eine Museumsgründung zu suchen. Er stellte die Bedingung, dass die Sammlung als eigenständiges Museum gezeigt werden müsse, und suchte nach einer Stadt oder einem Bundesland, das dieses finanzieren sollte. In der Fachöffentlichkeit wurde die Sammlung Brandhorsts scharf kritisiert. Sie würde nicht den nötigen Museumsrang erreichen, einzelne Stücke wären von herausragender Qualität, aber das rechtfertige kein eigenständiges Museum. Die Forderung nach Bau eines Museums durch die öffentliche Hand wäre ein Zeichen von Größenwahn des Sammlers und Zeichen für eine völlige Überschätzung in der Kunstwelt.

### Vereinbarung mit dem Freistaat Bayern
Nach mehrjährigen Debatten fand sich der Freistaat Bayern bereit, die Bedingungen Brandhorsts zu erfüllen. Besondere Beziehungen der Familie Brandhorst nach Bayern oder München gab es bis dahin nicht.
Die Vereinbarung zwischen dem Sammler und dem Freistaat Bayern sehen vor, dass die öffentliche Hand den Museumsbau erstellte und Betriebs- und Personalkosten übernimmt. Dafür bringt Brandhorst neben den Kunstwerken ein Stiftungskapital von 120 Millionen Euro in die Udo und Anette Brandhorst Stiftung ein, aus diesem Bestand stehen jährlich 2 Millionen für Ankäufe zur Verfügung. Leiter des Museums ist der jeweilige Direktor der Stiftung, er entscheidet selbständig über die zu zeigenden Bilder und Ankäufe. Der Freistaat sitzt über die Bayerischen Staatsgemäldesammlungen mit im Stiftungsrat, hält dort aber eine Minderheitsposition.

### Kritik
Als 2009 der für rund 47 Millionen Euro errichtete Museumsbau eröffnet wurde, wurde die Kritik an der Sammlung erneut erhoben. Die Sammlung sei beliebig zusammengetragen, abgesehen von Twombly ergäbe sich kein Schwerpunkt, der nicht bereits in der Pinakothek der Moderne vorhanden sei. Im Gegenteil, viele der Werke in der Sammlung Brandhorst würden durchaus zum Bestand der Pinakothek passen und könnten die dortige Ausstellung ergänzen, die Errichtung eines eigenen Museums für die Sammlung Brandhorst würde diese Zusammenschau aber unmöglich machen. Die Rolle des Sammlers wurde erneut scharf kritisiert, ihm wurde Eitelkeit vorgeworfen. Noch mehr richtete sich die Kritik aber an die Bayerische Staatsregierung: Sie hätte sich durch die Namen der in der Sammlung vertretenen Künstler und die Höhe der Stiftungseinlagen blenden lassen. Sie hätte die Hoheit der privaten Stiftung und dem Stifter überlassen und dieser zeige sich jetzt als Mann ohne Eigenschaften und die Sammlung ohne erkennbare Handschrift.

## Ausstellungen
- 2010/11: Picasso Künstlerbücher
- 2011/12: Isaac Julien. Ten Thousand Waves
- 2011: Cy Twombly. Photographien 1951 - 2010
- 2012: Georg Herold. Multiple Choice
- 2012/13: Hiroshi Sugimoto. Revolution
- 2013: Gillian Wearing
- 2013: Isaac Julien. Western Union: Small Boats
- 2013: Ed Ruscha. Bücher & Bilder
- 2013/14: Reading Andy Warhol
- 2014: Günther Förg
- 2014: Dark Pop
- 2014: Richard Avedon. Wandbilder und Porträts
- 2015: Cy Twombly im Dialog mit Franz West
- 2015: Bruce Nauman. World Peace
- 2015: Creating Realities. Begegnungen zwischen Kunst und Kino. Kapitel 4: „Grosse Fatigue“ von Camille Henrot
- 2015: Yes!Yes!Yes! Warholmania in Munich
- 2015/16: Painting 2.0. Die Malerei im  Informationszeitalter; danach Museum Moderner Kunst Stiftung Ludwig Wien.
- 2016/2017: Schiff Ahoy. Zeitgenössische Kunst aus der Sammlung Brandhorst
- 2017: Wade Guyton – Das New Yorker Atelier
- 2017: Kerstin Brätsch. Innovation
- 2017/18: Pop Pictures People
- 2017/18: Seth Price – Social Synthetic
- 2017/19: Cy Twombly. In the Studio
- 2018: Jutta Koether – Tour de Madame
- 2018/19: Alex Katz
- 2019/2020: Forever Young – 10 Jahre Museum Brandhorst
- 2020/22: Sammlung Brandhorst – Lawler, Twombly, Warhol
- 2020/21: Lucy McKenzie – PrIme Suspect. Kurator: Jacob Proctor
- 2020/2022:German Pop – Thomas Bayrle, K.H. Hödicke, Jörg Immendorff, Sigmar Polke, Gerhard Richter
- 2021/22: Alexandra Bircken: A – Z. Kuratorin: Monika Bayer-Wermuth
- 2022: Site Visit
- 2022/23: Future Bodies from a Recent Past – Skulptur, Technologie, Körper seit den 1950er-Jahren
- 2023: Nicole Eisenman. What Happened.[7]
- 2023: La vie en rose. Brueghel, Monet, Twombly
- 2023/24: Von Andy Warhol bis Kara Walker. Szenen aus der Sammlung Brandhorst
- 2023/24: This Is Me, This Is You. Die Eva Felten Fotosammlung
- 2024/25: Alex Katz: Porträts und Landschaften
- 2024/25: Neue Highlights aus der Sammlung Brandhorst
- 2024/25: Andy Warhol & Keith Haring. Party of Life
- 2025: Fünf Freunde. John Cage, Merce Cunningham, Jasper Johns, Robert Rauschenberg, Cy Twombly[8]
- 2025/27: Long Story Short. Eine Kunstgeschichte aus der Sammlung Brandhorst von den 1960er-Jahren bis zur Gegenwart
- 2025/26: Confrontations. Gegenüberstellungen aus der Sammlung

## Vermittlungsprogramm
Das Vermittlungsprogramm wird vom Besucherdienst und der Kunstvermittlung der Pinakotheken ebenso wie von der Münchner Volkshochschule betrieben.

## Filme
- Pinakothek der Moderne und Museum Brandhorst München (= Museums-Check. Folge 58). Reportage, 30 Min., Moderation: Markus Brock, Produktion: 3sat. Erstausstrahlung: 18. August 2019.[9]